# Залізничний транспорт України
Залізни́чний тра́нспорт в Украї́ні — залізничний транспорт загального користування, підпорядкований АТ «Укрзалізниця», та залізничні під'їзні колії різних форм власності, які не належать до залізничного транспорту загального користування. Залізничному транспорту належить провідна роль у транспортній системі України.
За довжиною мережі залізниць Україна посідає третє місце в Європі (19 787 км залізниць, з яких 9 319 км електрифіковано).

## Історія

Історія будівництва залізниць України

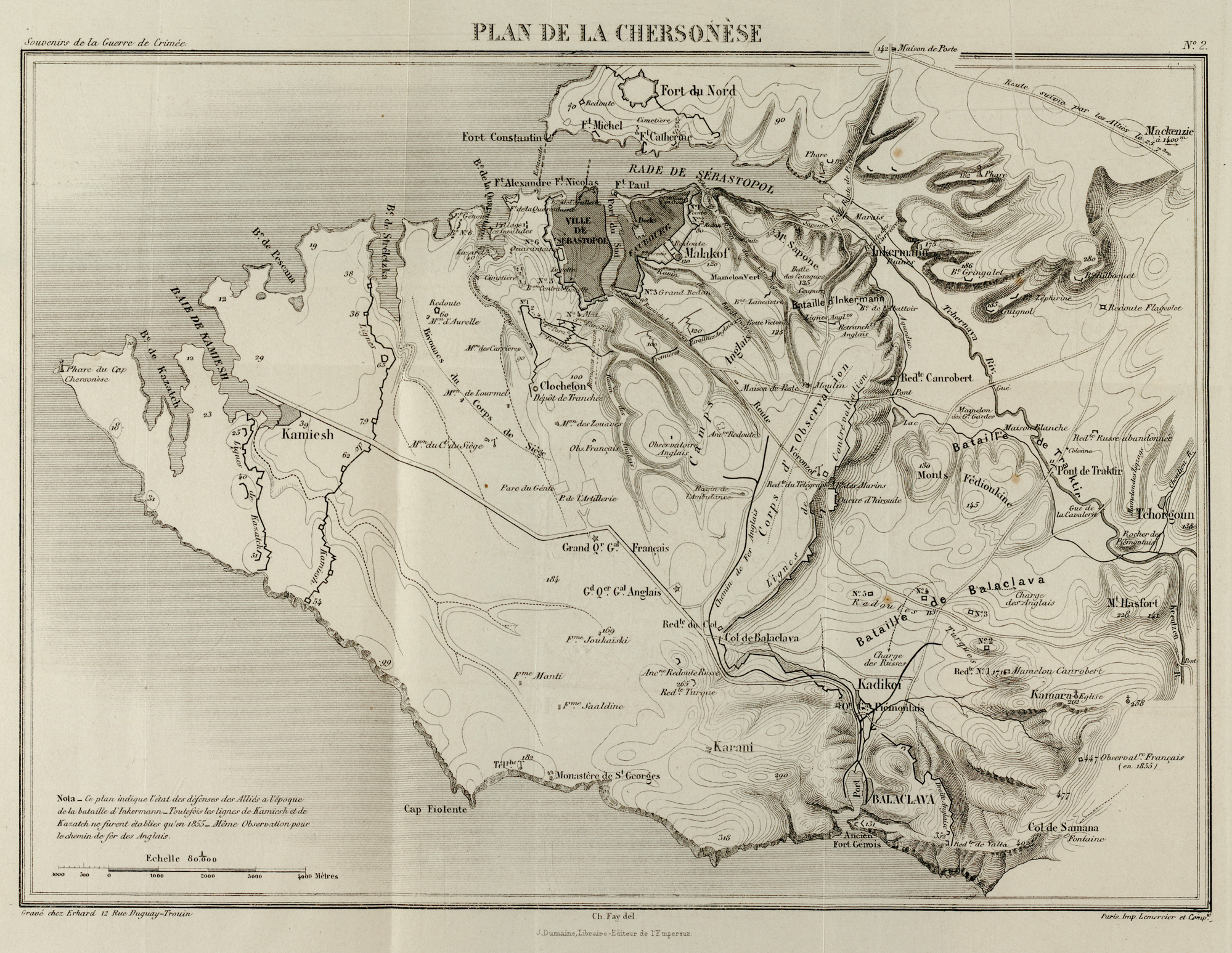
Мапа Балаклавської залізниці

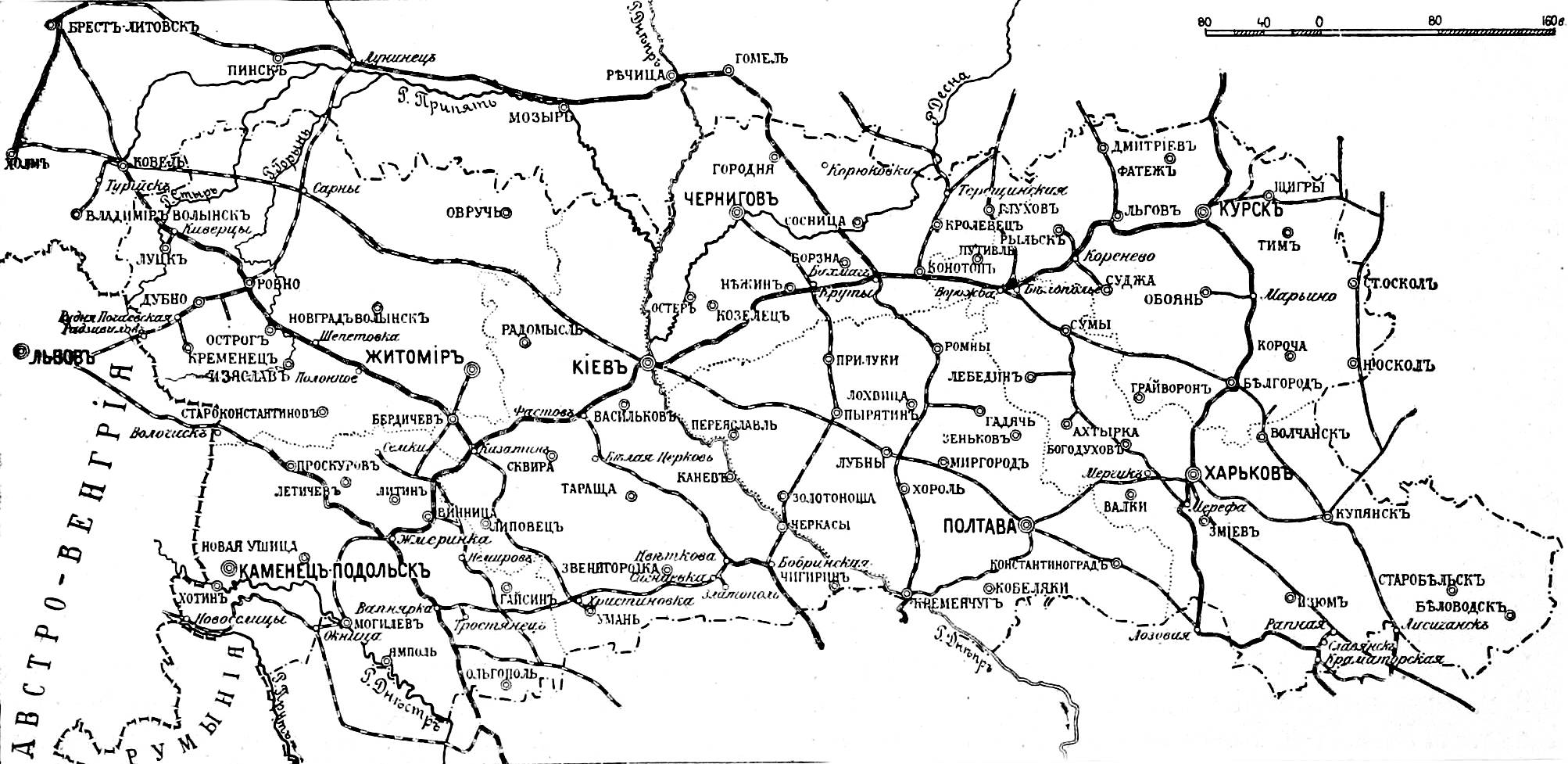
Залізничні шляхи північної частини України на мапі Київського військового округу (1913 рік)

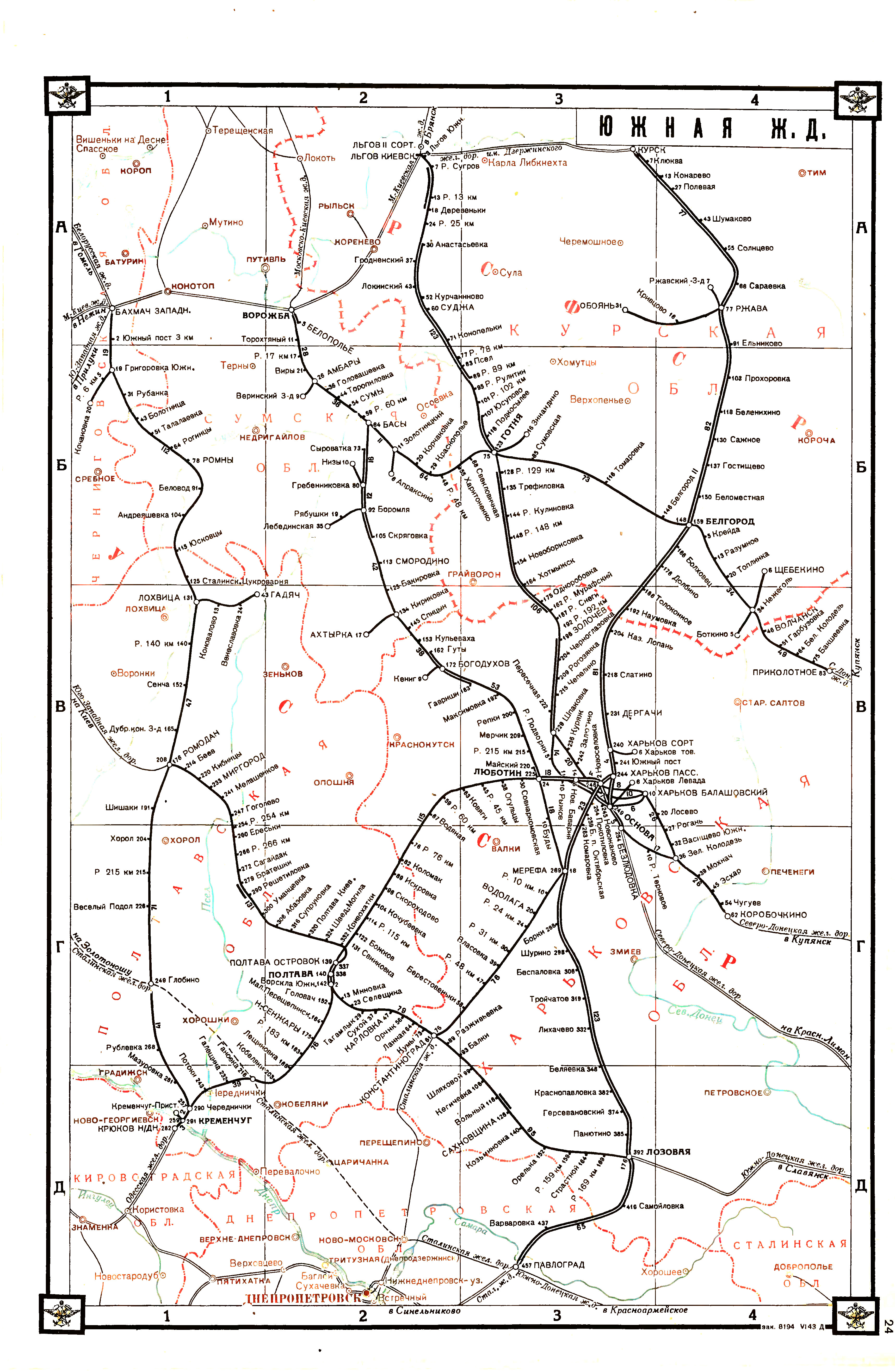
Мапа Південної залізниці. 1943

Першими залізницями в Україні стали Інкерманська залізниця (1843), Балаклавська залізниця (1855), Перемишль — Львів (1861) на заході й Одеса — Балта (1865) на півдні країни. Вже з 1868 р. будувалися багато залізниць.
До кінця XIX ст. залізнична мережа України в основному вже сформувалася. Щільність залізничних шляхів сполучення в Україні становить 38 км на 1 тис. км, у Франції, наприклад, 65 км на 1 тис. км (1983 р.). На початок 1901 року довжина залізниць Східної Галичини досягла 3859 км, що сприяло розвитку торгівлі й промисловості. Мережа залізниць найщільніша на південному сході (Донбас), а також на заході країни. Загальна довжина залізничних шляхів загального користування — 22,3 тис. км, з них 10,1 тис. км, або 47,4 %, електрифіковано, 8,5 тис. км, або 36 %, є дво- і багатоколійними.
На території України перші залізничні колії були прокладені в середині та другій половині ХІХ століття, на кінець ХІХ століття припадає найбільш активний період будівництва залізниць:
- 1840 — утворений план в Австрійській імперії «Галицька залізниця імені Карла Людвіга» з основною лінією «Бохня — Дембиця — Ряшів — Переворськ — Перемишль — Львів»[2]
- 1843 — Інкерманська залізниця в Російській імперії;
- 1855 — Балаклавська залізниця;
- 1861 — Львів — Перемишль;
- 1865 — Одеса — Балта;
- 1866 — Львів — Чернівці — Ясси;
- 1867—69 — Балта — Ольвіопіль — Єлисаветград — Крюків;
- 1868 — Курськ — Бровари;
- 1868—70 — Курськ — Ворожба — Київ — Жмеринка — Бірзула, (з відгалуженням від Козятина до Бердичева);
- 1869 — Курськ — Харків — Ростов;
- 1869—71 — Львів — Красне — Тернопіль — Підволочиськ (з відгалуженням від Красного до Бродів);
- 1870—71 — Кременчук — Полтава — Харків;
- 1871 — Жмеринка — Волочиськ;
- 1872 — Ужгород — Чоп — Батьово — Сігет (з відгалуженнями до Мукачева та Сату-Маре);
- 1872 — Стрий — Хирів — Перемишль (з відгалуженням до Сянока);
- 1873 — Львів — Стрий;
- 1873 — Бердичів — Здолбунів (з відгалуженням до Радзивилова) — Рівне — Брест;
- 1873 — Знам'янка — Миколаїв;
- 1873 — Лозова — Олександрівськ та Синельникове — Катеринослав;
- 1874 — Гомель — Бахмач — Ромни;
- 1874 — Олександрівськ — Сімферополь;
- 1875 — Сімферополь — Севастополь;
- 1875 — Стрий — Станиславів (з гілкою від Долини до Вигоди);
- 1876 — Фастів — Бобринська (з відгалуженням до Черкас) — Знам'янка;
- 1877 — Новоолексіївка — Генічеськ;
- 1877 — Ковель — Холм
- 1878 — Мерефа — Ворожба;
- 1878 — Краматорськ — Луганськ;
- 1879 — Хацапетівка — Ясинувата;
- 1879 — Попасна — Лисичанськ;
- 1879 — Рені — Бендери;
- 1882 — Оленівка — Маріуполь;
- 1884 — Долинська — Нижньодніпровськ;
- 1884 — Синельникове — Ясинувата (з гілкою до Юзівки);
- 1884 — Станиславів — Гусятин (через Нижнів — Бучач — Чортків)
- 1885 — Лунинець — Рівне;
- 1885 — Низківка — Корюківка;
- 1885-87 — Стрий — Мукачеве;
- 1887 — Львів — Сокаль та Рава-Руська — Сокаль;
- 1887 — Кременчук — Лохвиця;
- 1888 — Лохвиця — Ромни;
- 1889-91 — Вапнярка — Демківка (з гілкою до Тростянця) — Христинівка — Шпола та Козятин — Христинівка — Умань;
- 1889 — Кринична — Ханженкове;
- 1890 — Ківерці — Луцьк;
- 1892 — Джанкой — Феодосія;
- 1892 — Жмеринка — Могилів
- 1892 — Слобідка — Рибниця;
- 1893 — Конотоп — Шостка — Пирогівка;
- 1893 — Крути — Чернігів та Крути — Пирятин (вузькоколійна);
- 1893 — Новоселиця — Сокиряни;
- 1893 — Ясіня — Сігет;
- 1893 — Ужгород — Великий Березний;
- 1891 — Станиславів — Вороненко[3][4];
- 1894 — Слов'янськ — Слов'янськ Мінеральні Води;
- 1895 — відкриття місцевих гілок до Гадяча, Охтирки, Лебедина;
- 1895 — Хутір-Михайлівський — Ворожба;
- 1895—1896 — Куп'янськ — Лисичанськ;
- 1895 — Харків — Тополі;
- 1896 — гілка на Кременець;
- 1896 — Бердичів — Житомир (вузькоколійна);
- 1896 — Тернопіль — Копичинці;
- 1896—1897 — Полтава — Катериноград;
- 1897 — Пирятин — Красне;
- 1897 — Ходорів — Підвисоке;
- 1898 — Біла-Чортківська — Лужани та Вигнанка — Іване-Пусте (з гілкою до Скали-Подільської);
- 1898 — Великі Бірки — Гримайлів;
- 1898—1899 — Бердянськ — Чаплине (з гілкою до Верхнього Токмака);
- 1899 — Рудниця — Підгородна (з відгалуженням від Гайворона до Зятківців);

У другій половині 19 століття почалося інтенсивне будівництво залізниць у Донбасі, Придніпров'ї, Кривбасі, що сприяло розвиткові промисловості в цих районах.
До 1900 залізниці на території Україні в основному зв'язали промислові та управлінські центри з землеробськими районами, а також з головними морськими і річковими портами. Проте протяжність (на 1913 в Україні довжина залізниць становила 15 600 км) була недостатньою, а парк рухомого складу складався з малопотужних паровозів і двовісних вагонів вантажопідйомністю 15,2 т.
У післяреволюційний період залізничний транспорт України розвивався як складова частина транспорту Союзу. У 1935 році розпочато роботи з електрифікації залізниць України. Першою електрифіковано ділянку Довгинцеве — Запоріжжя. Жваво велося будівництв нових залізниць. За роки довоєнних п'ятирічок побудовано понад 5 тис. км нових залізничних шляхів. Проведена реконструкція рухомого складу: на транспорті з'явилися нові потужні паровози, великовантажні вагони, широко впроваджувалася автозчеплення, автоблокування, удосконалювалася ремонтна база. У підсумку, вантажообіг залізниць виріс 1940 року порівняно з 1913 в 3,3 рази.
Величезний збиток залізничному транспорту був нанесений в часи Другої Світової війни, коли було зруйновано тисячі кілометрів залізничних шляхів, мостів, станцій, депо тощо.
У післявоєнні роки залізничний транспорт інтенсивно відновлювався і вже до 1950 року його вантажообіг досяг рівня 1940 року. Були реконструйовані ряд станцій, мостів, вокзалів та ін. У широких масштабах здійснювалася електрифікація залізниць, впроваджені на всіх вантажонапружених лініях електровозна і тепловозна тяги. З 1951 року Луганський паровозобудівний завод був перепрофільований на випуск тепловозів і став найбільшим тепловозобудівним заводом у Європі. Входять в обіг великовантажні 4-, 6- та 8-вісні вантажні вагони вантажопідйомністю 60—125 т. Збільшувався парк спеціалізованих вагонів (цементовози, рефрижератори, думпкари та ін.). На індустріальні методи ремонту були переведені локомотивні та вагонні депо. Великі роботи проведені щодо посилення залізничної колії: понад 90 % залізничних шляхів укладені рейками важкого типу на баласт зі щебеню, удосконалюються конструкції підрейкових підстав. Широко впроваджується диспетчерська централізація, автоматична локомотивна сигналізація з автостопами, радіозв'язок, телемеханіка, обчислювальна техніка для планування та управління роботою транспорту.
Широке поширення отримали маршрутні перевезення, поліпшилася робота сортувальних, вантажних дільничних станцій, удосконалюється механізація вантажних операцій, запроваджені єдині технологічні процеси роботи під'їзних колій та станцій примикання.
Бурхливе зростання залізничного транспорту визначено такими його перевагами:
- Можливістю створення прямих транспортних зв'язків між великими підприємствами, розташованими в будь-якому районі (нині понад 80 % вантажів вантажаться і вивантажуються на коліях промислових підприємств)
- Велика пропускна і провізна спроможність (електрифікована одноколійна магістраль здатна пропустити в одному напрямку 20—30 млн т вантажу на рік, а двоколійна з автоблокуванням — більш як 100 млн т на рік);
- Великою вантажопідйомністю транспортних засобів досить високою швидкістю їх пересування і можливістю перевозити будь-які вантажі;
- Можливістю спорудження залізниць у будь-якому напрямку і в будь-якому районі країни, забезпечення стійких зв'язків між районами;
- Незалежність від пори року, доби і умов погоди, висока регулярність.

В Україні історично склалася широтно-меридіальна мережа магістральних доріг, які поділяються на шість доріг: Південно-Західна (з управлінням у Києві), Львівська, Південна (управління у Харкові), Донецька (від 2014 управління у Лимані), Придніпровська (управління у Дніпрі) й Одеська.
Перший рух поїздів у межах тогочасної Південно-Західної залізниці відкрито 1870; сполучала Донбас, Криворіжжя й Придніпров'я з центральною й західною частинами УРСР, з'єднувала, зокрема, Київ з Москвою; мала 5 відділків, загальна довжина 4637 км,
Південна (в тогочасних межах організована 1901); зв'язувала в єдиний народногосподарський вузол Донбас і Придніпров'я з промисловими районами центру та європейської півночі СРСР з Кавказом; 5 відділків, загальна довжина 3493 км,
Львівська (організована 1939; 1953 об'єднана з Ковельською залізницею та Чернівецьким відділком Кишинівської залізниці); здійснювала транзитні зв'язки з багатьма європейськими державами; 5 відділків,
Донецька (створена 1953 шляхом об'єднання Північно-Донецької та Південно-Донецької залізниць); сполучала райони Кавказу та Нижнього Поволжя з р-нами Півдня, Південного Заходу, Заходу та центру СРСР; 7 відділків, загальна довжина 2860 км,
Одеська (перша в Україні залізниця); виконувала експортно-імпортні перевезення — взаємодіяла з Одеським, Іллічівським, Миколаївським, Херсонським, Ізмаїльським портами; заг. довжина 4090 км,
Придніпровська зв'язувала Донбас з Криворізьким залізорудним басейном, курорти Криму з усією мережею залізниць СРСР; 4 відділки. У 1950–1960-х як Південна, так і Південно-Західна залізниці були повністю електрифіковані, почалося їх забезпечення тепло- й електровозами, а від 1971 — системами автоблокування й напівавтоблокування.

## Найважливіші магістралі
Найважливішими залізничними магістралями України є:
- Київ — Коростень — Звягель —Шепетівка — Здолбунів — Львів;
- Ковель — Сарни — Коростень — Київ;
- Київ — Фастів — Козятин — Здолбунів — Львів;
- Жмеринка — Хмельницький — Тернопіль — Красне — Львів;
- Козятин — Жмеринка — Одеса;
- Львів — Івано-Франківськ — Рахів / Коломия — Чернівці;
- Київ — Конотоп — Шостка;
- Київ — Полтава — Харків;
- Фастів — Біла Церква — Сміла — Дніпро;
- Кривий Ріг — Дніпро — Запоріжжя;
- Харків — Дніпро — Запоріжжя — Мелітополь — Новоолексіївка;
- Львів — Мукачево — Чоп та ін.

Даними магістралями, крім звичайних пасажирських, курсують фірмові та швидкісні поїзди категорії «Інтерсіті» та «Інтерсіті+».
Найбільшими залізничними вузлами з розвиненим станційним господарством є Київ, Львів, Харків, Дніпро, Запоріжжя, Фастів, Дебальцеве, Ковель, Жмеринка, Сміла, Кривий Ріг, Лозова, Знам'янка, Козятин I, Шепетівка та ін.

## Організаційна структура

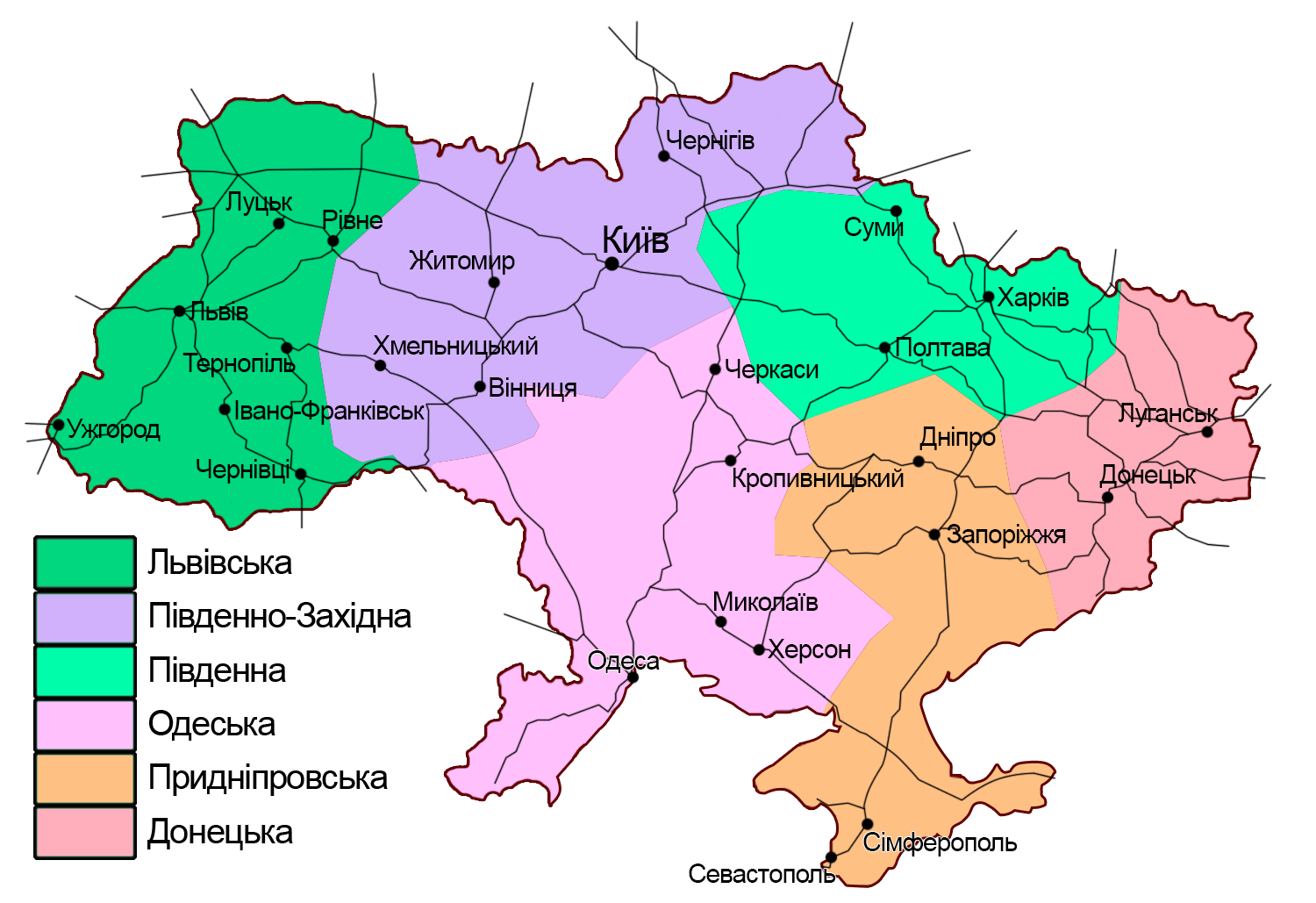
Територіальний поділ залізниць України станом на 2014 рік

Управління процесом перевезень і виробничо-господарською діяльністю залізничного транспорту здійснює Державна адміністрація залізничного транспорту України («Укрзалізниця»), до сфери управління якої належить шість залізниць:
- Південно-Західна (з управлінням у Києві)
- Львівська
- Південна (управління у Харкові)
- Донецька (управління в Лимані)
- Придніпровська (управління у Дніпрі)
- Одеська.

Станом на листопад 2009:
- До складу залізниць України входило 1340 залізничних станцій, 129 пасажирських вокзалів, 57 локомотивних і 48 вагонних депо.
- На залізничному транспорті працювали понад 390 тис. осіб, що становитло близько 2 % усього працездатного населення країни.

За підсумками 2009 року питома вага залізничного транспорту в загальному вантажообороті всіх видів транспорту становила близько 52 %, а в пасажирообігу — 37 %.

## Пасажирські перевезення

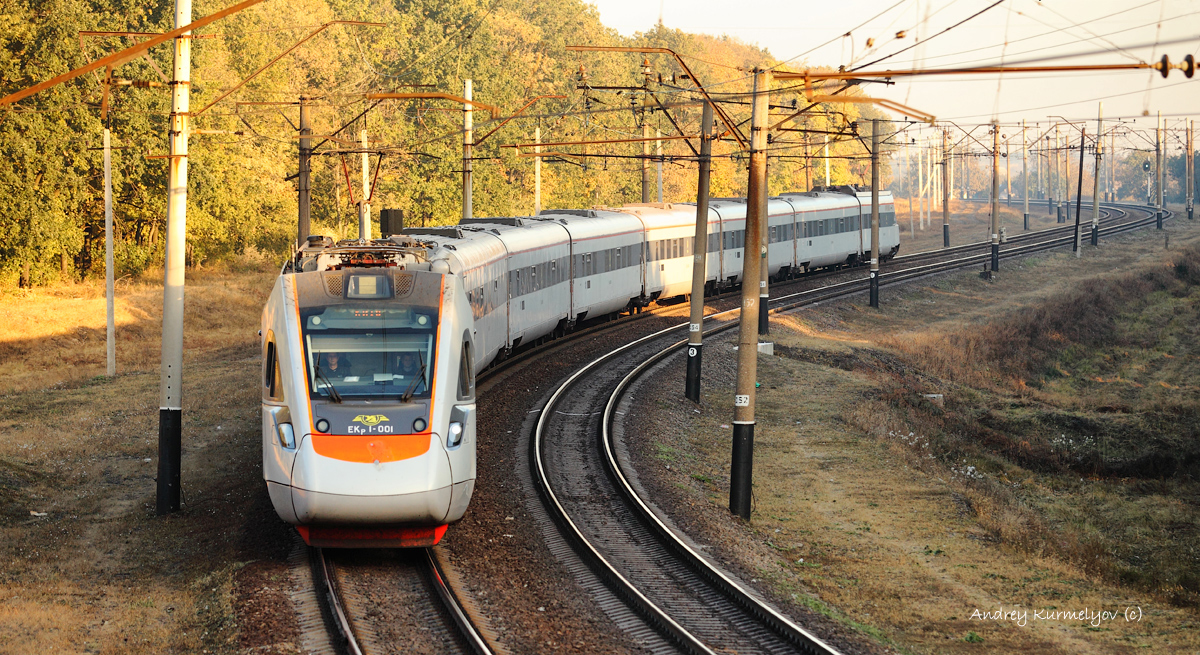
ЕКр1 «Тарпан»

### Швидкісний рух
На залізничному транспорті України впроваджується рух пасажирських поїздів зі швидкістю до 160 кілометрів за годину, однак при цьому необхідно вирішити проблему розподілу мережі на лінії з переважно вантажним і переважно пасажирським рухом та підвищити частоту руху пасажирських поїздів. Водночас пропускну спроможність залізниць на Кримському напрямку вичерпано.

### Постільна білизна
Постільна білизна (постіль) на залізничному транспорті України використовується на потягах далекого прямування, у нічних переїздах тощо.
Комплекти постільної білизни відрізняються за категоріями поїздів (фірмові, міжнародні і звичайні):
- Спальні вагони незалежно від категорії поїзда екіпіруються комплектом постільної білизни з високоякісної тканини сатинової групи. До складу комплекту входять підковдра, простирало, 2 наволочки та 2 рушники (махровий і вафельний).
- До комплекту постільної білизни для купейних вагонів фірмових і міжнародних поїздів входять 2 простирала, наволочка та махровий рушник.
- Для купейних і плацкартних вагонів звичайних поїздів 2 простирала, наволочка та вафельний рушник[7].

Термін служби постільної білизни в поїздах встановлено від 1,5 року для купейних і плацкартних вагонів та 2 роки — для спальних вагонів.
Станом на серпень 2010 року залізниці купували постільну білизну для спального вагона за ціною 242 гривні за комплект, а кількість наданих у користування комплектів по відношенню до кількості пасажирів є стабільним впродовж останніх років і становить близько 83 %.
Провідник має надати пасажиру постільну білизну на спальне місце пасажиру та забрати її за 30 хвилин до прибуття пасажира на станцію призначення. Він також має допомагати в застиланні постільної білизни інвалідам, хворим, людям похилого віку та пасажирам з малими дітьми.

## Основні вантажі
Основними вантажами є мінеральні добрива, будівельні матеріали, кам'яне вугілля та руди, зокрема залізні. Важливе місце займають також різноманітні метали та нафтопродукти.
Ці вантажі становлять близько чверті усіх перевезень.
Найбільш напруженими лініями вантажопотоків є:
- Кривий Ріг — Дніпро — Запоріжжя;
- Кривий Ріг —  Фастів — Козятин —Львів,
- лінії до морських портів: Одеси, Бердянська, Маріуполя тощо.

## Законодавча база
Основу правового регулювання залізничних пасажирських і вантажних перевезень складають Закон України «Про транспорт», Закон України «Про залізничний транспорт» та «Статут залізниць України».

## Можливості розвитку
Найважливішою проблемою для України при її інтеграції у європейську єдину залізничну систему є звуження ширини української залізничної колії (1520 мм) до європейського зразка (1435 мм), як у сусідніх Польщі, Словаччині, Угорщині та Румунії. Зараз на кордоні з цими державами існують складні системи переведення локомотивів і рухомого складу поїздів з колії на колію, що значно знижує ефективність роботи залізничного транспорту, зокрема в часі.
Залізниці України до останнього часу забезпечували потреби економіки і населення у перевезеннях. Досягалось це, в основному, завдяки надлишку технічних потужностей, створених за часів СРСР за рахунок централізованого бюджетного фінансування. Проте на сьогодні технічний ресурс залізниць практично вичерпано. Надалі є загроза незабезпечення залізничним транспортом потреб економіки України в перевезеннях.
Пропускна спроможність окремих дільниць та напрямків залізниць перебуває на критичній межі. З метою ліквідації «вузьких місць» на мережі залізниць України необхідно:
- збудувати швидкісні залізничні лінії;
- розвантажити перевантажені ділянки й лінії, перевівши частину потоків на паралельні лінії;
- збільшити середню масу одного потяга за рахунок підвищення статичного навантаження;
- підвищити автоматизацію руху (перейти на електронну централізацію стрілок);
- автоматизувати побудову нових залізниць (завершити будівництво заводу з виробництва шляхових машин у Кропивницькому).

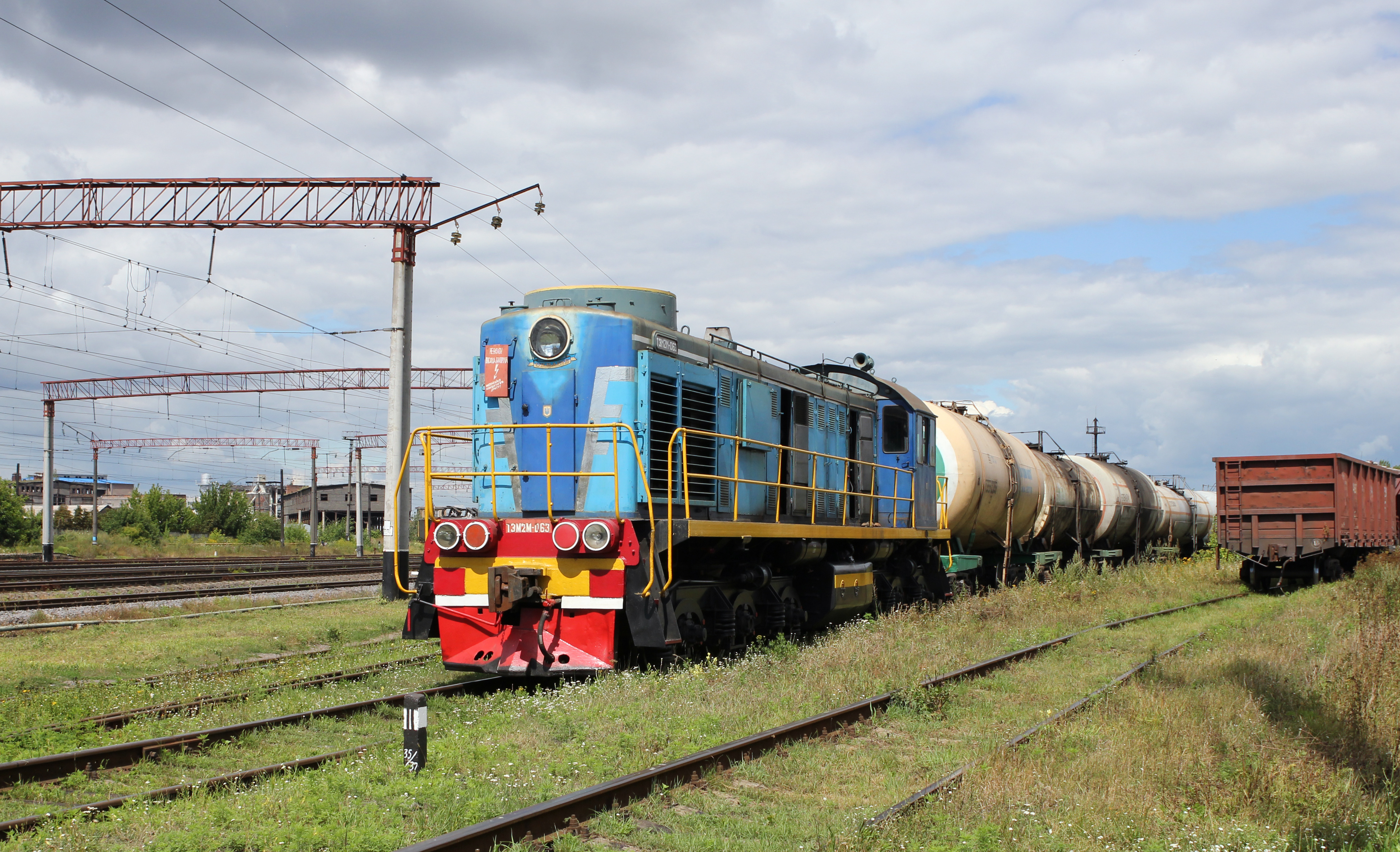
Старий маневровий тепловоз ТЕМ2М-063 на станції Вінниця

Через катастрофічну зношеність рухомого складу, невідповідність між придбанням і списанням вантажних вагонів та локомотивів існує загроза незабезпечення потреб промислових галузей економіки у перевезеннях вантажів. Необхідно:
- поповнити парк локомотивів електровозами й тепловозами нового покоління з максимальною уніфікацією вузлів, автоматизованими системами управління, діагностики й безпеки;
- поповнити вагонний парк великовантажними вагонами (що дасть змогу збільшити середню вантажопідйомність одного вагона до 85 т);
- збільшити парк спеціалізованих (до 35–40 %) вантажних вагонів;
- створити виробничі потужності для випуску вантажних і маневрових електровозів.

Майже вичерпано резерви спроможностей через граничну зношеність та низьку продуктивність пасажирського рухомого складу. Невживання дієвих заходів призведе до зниження мобільності населення. Потрібно створити виробничу базу для будівництва сучасних пасажирських вагонів із використанням імпортного устаткування та нових технологій, щоб скоротити технічне й технологічне відставання українських залізниць від залізниць європейських країн.
Проте виконання залізницями державних і соціальних функцій (перевезення пільгових категорій пасажирів, утримання малодіяльних збиткових ліній), недостатність власних джерел основних фондів, відсутність державної підтримки інноваційного розвитку залізничної галузі і низький рівень інвестиційної привабливості обмежує можливості техніко-технологічної модернізації залізничного транспорту.

## Українські ЗМІ залізничної тематики
- Державна адміністрація залізничного транспорту України видає щотижневу газету «Магістраль».[11]
- Центр інформації транспорту України видає журнал «Українські залізниці»[12].
- Видавництво «Рухомий склад» видає журнали «Вагонний парк» та «Локомотив-інформ»[13].
- газета «Південна магістраль» Архів (архив газеты «Южная магистраль») [Архівовано 26 січня 2016 у Wayback Machine.].[14]
- Рада профспілки залізничників і транспортних будівельників України видає Вісник профспілки залізничників і транспортних будівельників України.

## Галерея

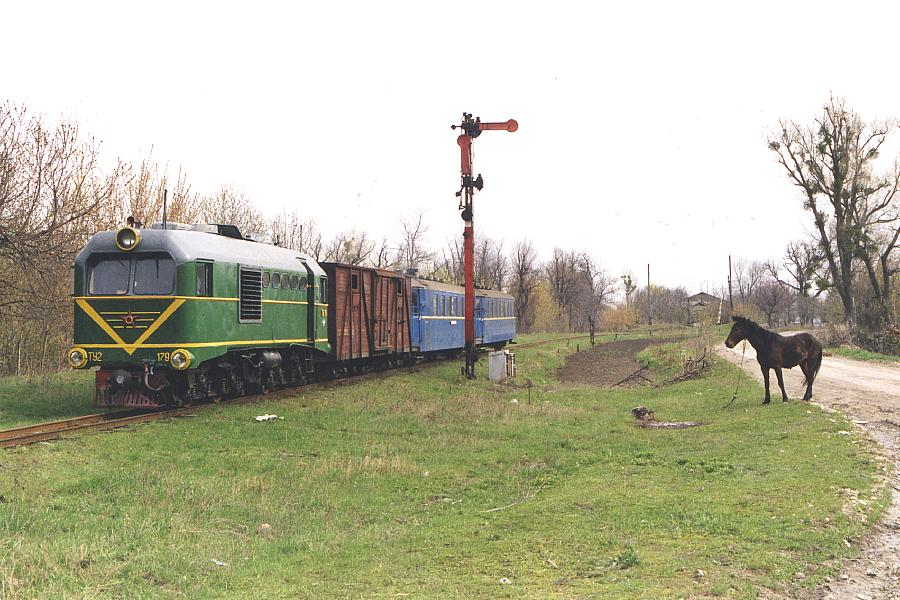
Вузькоколійний поїзд на станції Рудниця (Гайворонська вузькоколійка)
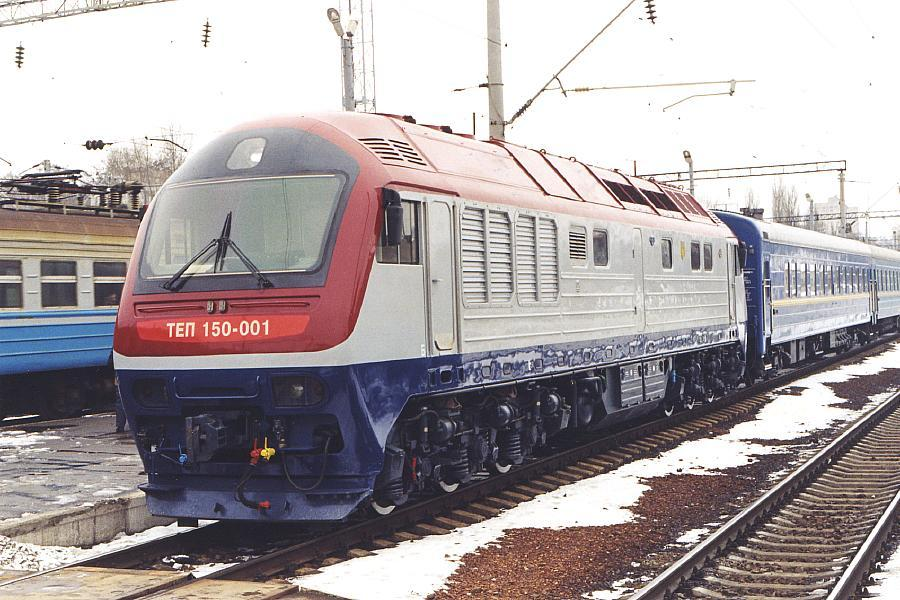
Тепловоз ТЕП-150 на станції Київ-Деміївський
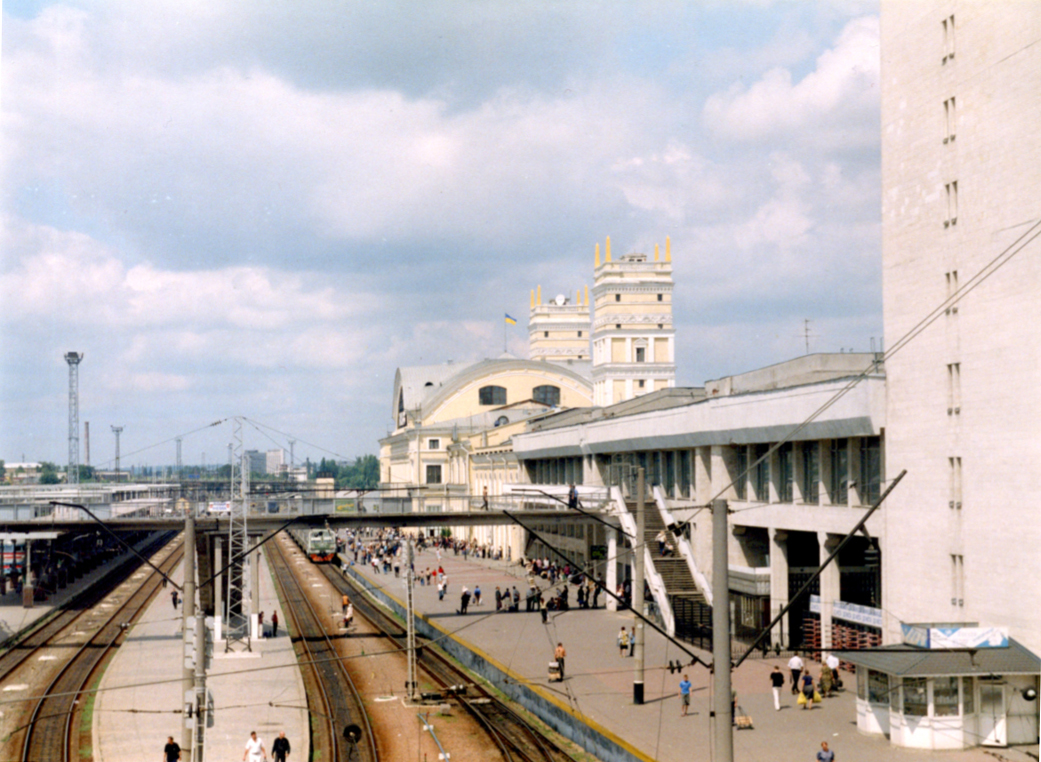
Південний вокзал у Харкові
Станція Краматорськ